# Stenopelmatus nieti
Stenopelmatus nieti är en insektsart som beskrevs av Henri Saussure 1859. Stenopelmatus nieti ingår i släktet Stenopelmatus och familjen Stenopelmatidae. Inga underarter finns listade i Catalogue of Life.